# Zărnești (okręg Ardżesz)
Zărnești – wieś w Rumunii, w okręgu Ardżesz, w gminie Mălureni. W 2011 roku liczyła 967 mieszkańców.